# Kurayoshi
Kurayoshi (倉吉市 -shi) é uma cidade japonesa localizada na província de Tottori.
Em 2003 a cidade tinha uma população estimada em 49 041 habitantes e uma densidade populacional de 281,04 h/km². Tem uma área total de 174,50 km².
Recebeu o estatuto de cidade a 1 de Outubro de 1953.

## Cidades-irmãs
- Matsudo, Japão
- Naju, Coreia do Sul